# Jakutszki repülőtér
A Jakutszki repülőtér (IATA: YKS, ICAO: UEEE) (orosz nyelven: Международный аэропорт Якутск имени Платона Ойунского) nemzetközi repülőtér Oroszországban, amely Jakutszk közelében található. Éves utasforgalma 986 064 fő (2022).

## Futópályák
A repülőtér futópályái:
- 05L/23R
- 05R/23L

## Forgalom
Az utasforgalom az elmúlt években az alábbi módon változott:
| Utasok száma | 544 827 | 577 323 | 649 246 | 84 048 | 87 004 | 875 869 | 902 463 | 949 746 | 581 353 | 986 064 |
|              | 2008    | 2010    | 2011    | 2013   | 2014   | 2016    | 2017    | 2019    | 2020    | 2022    |